# Сан-Фьорано
Сан-Фьорано (итал. San Fiorano) — коммуна в Италии, располагается в регионе Ломбардия, подчиняется административному центру Лоди.
Население составляет 1635 человек, плотность населения составляет 183,71 чел./км². Занимает площадь 8,9 км². Почтовый индекс — 26848. Телефонный код — 0377.
Покровителем коммуны почитается святой Флориан Лорхский, празднование 4 мая.